# Emprimació
L'emprimació és una tècnica emprada en diverses feines relacionades amb la pintura que prové del verb emprimar que significa fer la primera llaurada, posar una primera capa de pintura. Prové del mot prim que deriva al seu lloc del llatí primus, primer. La paraula s'utilitza també per designar la pintura utilitzada per tal efecte.
S'aplica tal cap sobre una superfície per assegurar una bona adherència del recobriment definitiu. Sovint és blanc, per tal de garantir colors vivaços, que sense capa d'emprimació, per exemple sobre superfícies de fusta de color fosca o pintures anteriors no sortirien bé. En la pintura artística s'aplica sobre els estrats de preparació per obtenir un fons llis i poc porós que pot crear efectes estètics de transparència en aplicar les altres capes de color al damunt. Per a la pintura sobre tela, des del segle xix es van preparar teles emprimades de manera industrial.